# Drei Brüder (Kadampa)
| Tibetische Bezeichnung                |
| ------------------------------------- |
| Tibetische Schrift: སྐུ་མཆེད་གསུམ་        |
| Wylie-Transliteration: sku mched gsum |
| Chinesische Bezeichnung               |
| Vereinfacht: 三昆仲                   |
| Pinyin:sān kūnzhòng                   |

Drei Brüder (tib.: sku mched gsum) ist in der Kadam-Schule des tibetischen Buddhismus die Bezeichnung für eine Personengruppe aus den Schülern von Dromtönpa ( 'brom ston pa; 1004/1005–1064), einem der bedeutendsten Schüler Atishas, der das Kloster Radreng nördlich von Lhasa gegründet hatte, das zum Hauptzentrum der Kadam wurde.
Bei den „Drei Brüdern“ handelt es sich um seine drei  Hauptschüler Potowa Rinchen Sel (po to ba rin chen gsal; 1027–1105),  Phuchungwa Shönnu Gyeltshen (phu chung ba gzhon nu rgyal mtshan; 1031–1106) und Chengawa Tshülthrim Bar (spyan snga ba tshul khrims 'bar; 1038–1103).
Die beiden letztgenannten gründeten 1095 das Lo-Kloster.